# Бондесен, Йёрген Дитлефф
Йёрген Дитлефф Бондесен (дат. Jørgen Ditleff Bondesen; 7 апреля 1855, Копенгаген — 3 мая 1939, Орхус) — датский композитор и музыкальный педагог.
Родился в семье учителя, затем директора школы Йохана Хенрика Таубера Бондесена (1815—1901). Начал обучение музыке под руководством Иоганна Христиана Гебауэра, затем в 1873—1875 гг. учился в Копенгагенской консерватории, где среди его учителей были Й. П. Э. Хартман, Нильс Гаде, Вальдемар Тофте, Эдмунд Нойперт, Готфред Маттисон-Хансен.
В 1876—1886 гг. работал как органист, ассистент Нильса Гаде в Хольменской церкви Копенгагена. В 1883—1901 гг. преподавал теорию музыки и фортепиано в Копенгагенской консерватории. Затем переехал в Орхус, где в 1902 году основал Орхусскую консерваторию и возглавлял её до 1926 года. Консерватория Бондесена стала непосредственной предшественницей Ютландской консерватории, основанной сразу после её роспуска.
Написал оперу «Ночь Святой Цецилии» (дат. Sankte Cæcilie Nat; 1913), кантату «Воскресение» (дат. Opstandelse; 1878) для солистов, хора и оркестра, вокальный цикл «Эббе Скаммельсен» (по одноимённой средневековой балладе) и другие вокальные и хоровые сочинения, органные пьесы, театральную музыку. Бондесену принадлежат учебники гармонии (1897) и контрапункта (1902), несколько задачников по гармонии, книга «Инструменты оркестра, их сфера применения и место в партитуре» (дат. Orchesterinstrumenterne og deres Omfang samt Plads i Partituret; 1885); он также перевёл с немецкого на датский учебник гармонии Э. Ф. Э. Рихтера (1883) и «Музыкальный катехизис» Иоганна Христиана Лобе (1885).